# St. Martin (Laas)

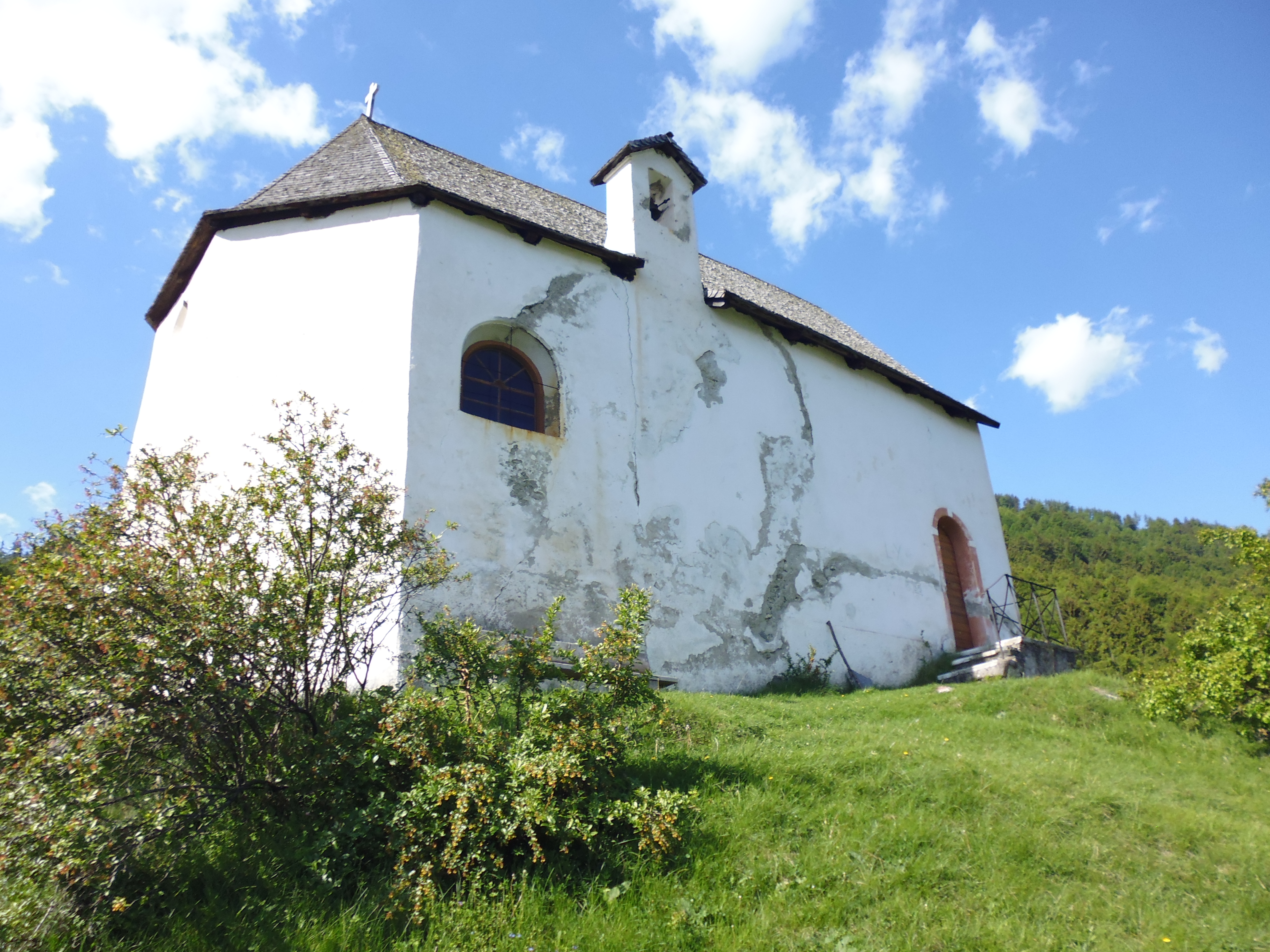
St. Martin in Laas

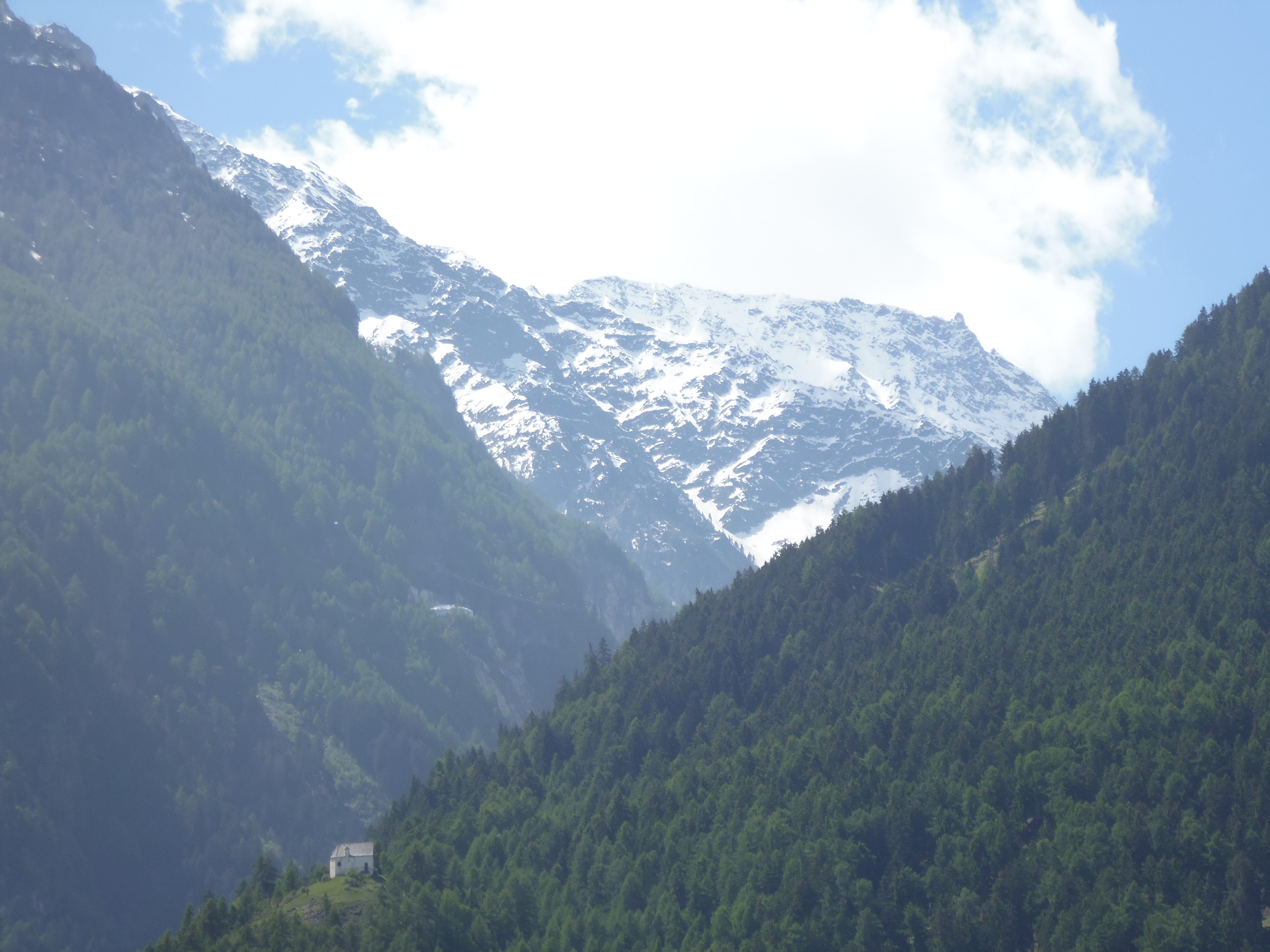
St. Martin (links unten) mit dem Eingang des Laaser Tals

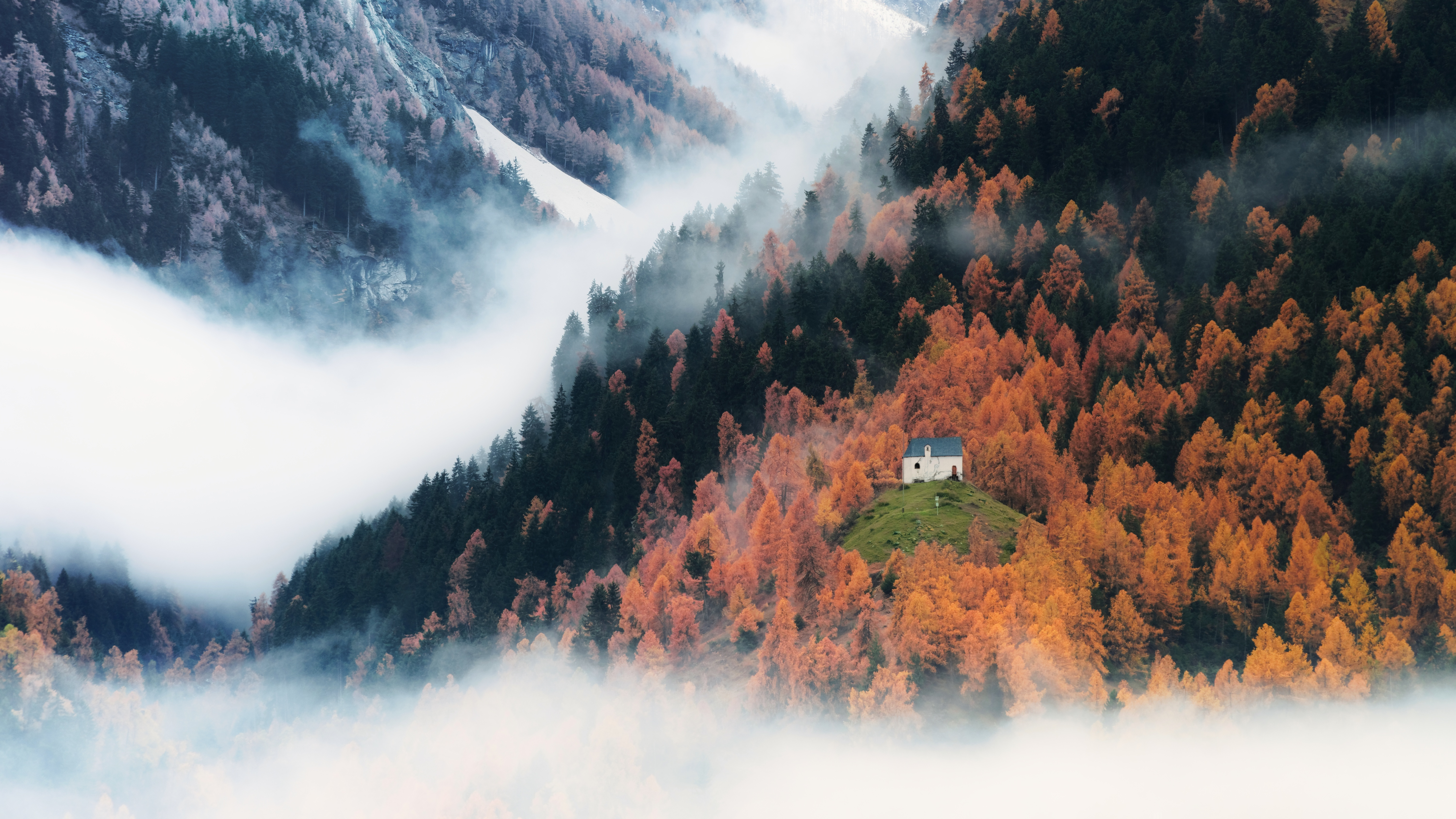
Im Herbstnebel

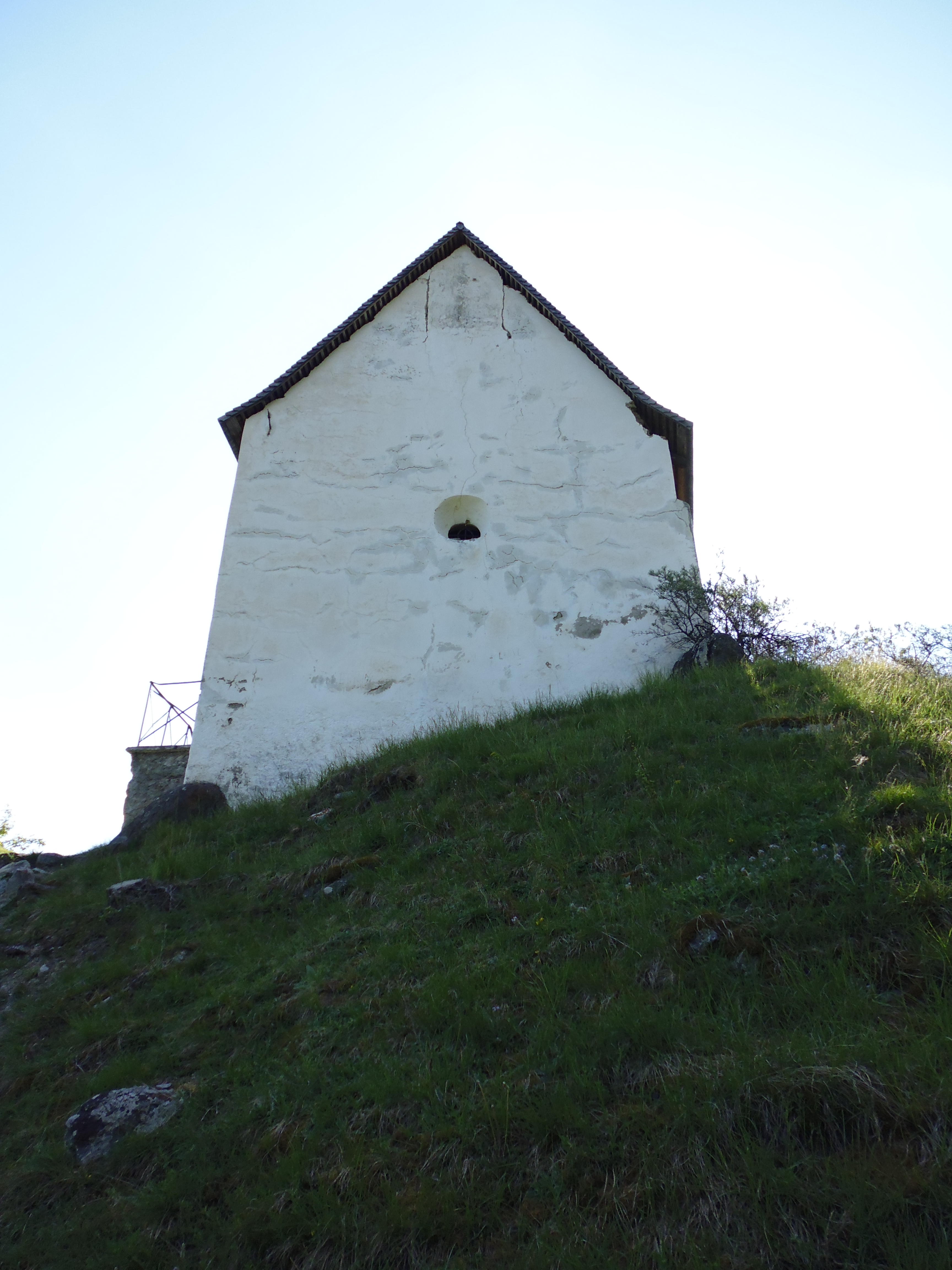
Westseite

Die Kapelle St. Martin liegt an der Flanke des Nördersberges südlich von Laas (Südtirol) am Eingang des Laaser Tals.

## Geschichte
Erstmals erwähnt wird das Bauwerk 1323, dürfte jedoch älteren Ursprungs sein. Martinspatrozinien weisen auf das Fränkische Reich hin. Die Kapelle steht auf 1030 m s.l.m. auf einem Moränenhügel, der wiederum ein Ausläufer der Schafspitze (2746 m) ist. Dort gefundene Tonscherben, römisches Glas, Situlenbronzeblech und geringfügige vorgeschichtliche Baureste lassen den Schluss auf eine ehemalige Kultstätte zu. Das wird dadurch untermauert, dass sich in Südtirol zahlreiche Kirchen über einem prähistorischen Platz errichtet wurden, so beispielsweise die nahen Kirchen St. Sisinius, Mariä Heimsuchung, St. Peter oder St. Veit am Tartscher Bichl. Unter Fachleuten herrscht die Ansicht, dass sich unter der Kapelle mit hoher Wahrscheinlichkeit das Fundament eines älteren Baues befindet.
In der Chronik über die Vinschgauer Kirchen zu Beginn des 20. Jahrhunderts vermerkt der Pater Adelgott Schatz vom Kloster Marienberg über St. Martin:

„...Umbau, wahrscheinlich nur die Einwölbung von 1416“

Dieser Hinweis stammt vom Beginn des 15. Jahrhunderts und ist im Archiv der Stadt Meran zu finden.

„Johann Marian Rektor der Johannes Bapt. Kirche in Laas gelobet mit Zustimmung des Deutschhauskomturs zu Schlanders, Hanns Stetpeck, der Gemeinde Laas jedweden Sonntag von der Kanzel des getrengen Ritters Hilprands von Jaufenburg aus Passeier zu erwehnen weil dieser 12 M.B. zum Baue der St. Johannes- und St.Martins-Kirchen zu Laas gespentet, dafür versprechen die Pröpste besagter Kirchen alljährlich 1 Gans und Fische im Wert von 1 Pf.B. zu liefern“

Der im Zitat erwähnte Johannes ist der erste namentlich bekannte Pfarrer von Laas.
Der Bau war jedoch aller Wahrscheinlichkeit nach im Jahre 1496 noch nicht vollendet, da im Urbar der St.-Martins-Kirche für dieses Jahr vermerkt ist:

„Hans telfser gesessn zu glurns hat mit guetem verdacht zu hilf und zu trost sein und aller seiner vordren sein hayl wylln geordnet und geschaffn ain Eyssne kue zu dem Neüen pau Sandt marteins zu las und mit sollichm geding die weyl und er die selb kue selber inne hat so sol er da von jährlichn zinsn Der bemeltn capell Sechs march schmaltz und den yetzgemeltn zins solln die kyrchpröpdt der abgemeltn capell alle jar da der bemelt hans gesessn ist enphahen“

auch:

„Hans Müller auff tanas hat ein Eysn kue vo der Capell Sandt Martein und sol da von järlichn zinsn der obgemeldtn Capell VI kr. Pfand ist alle sein hab und guet“

.
oder:

„Item Peter Parnuyer auff dem gravayr Hoff hat vyer Eysn küe von der capell Sandt Martein da von sol er järlichn zynsn der bemelten capell von ainer yedn kue sechs kr. pfandt ist alle seine paurecht. So erhat auff dem grafayr Hoff mit sein zu gehör“

(Eyssne kue oder eysn kühe → Eiserne Kühe)
Weiterhin sind in dem Abgabenverzeichnis Zinsen unter den Erträgen aufgelistet, die von den Kirchenpröpsten verwaltet wurden. Es waren Gerste, Roggen, Wachs und Geldzins. Geld wurde für die Inhaberschaft der Eisernen Kühe gegeben, für jede Kuh waren sechs Kreuzer zu entrichten. Der „Stoffel mit dem churtzn arm“ war die sechs Kreuzer schuldig und gab als Pfand eine Wiese am „Sandt“.

## Bauwerk
Das relativ schmucklose Bauwerk ist von West nach Ost ausgerichtet. Es verfügt über einen polygonalen Chor. Das Tonnengewölbe auf Stichkappen erhebt sich über einem rechteckigen Grundriss. Erhellt wird das Kirchenschiff durch zwei Lunettenfenster an je einer der Längsseiten und jeweils ein kleines vergittertes Rundfenster an den Schmalseiten. Auf der Laas zugewandten Nordseite befinden sich ein kleines Glockentürmchen und der über eine Treppe erreichbare Eingang.
Der Altar ist mit einem Säulenaufbau mit Voluten und Vaseneinsätzen sowie einem geschwungenen Giebel mit der Heiliggeisttaube ausgestattet. Links am Altar ist ein kleines Wappen angebracht, rechts befindet sich eine Kartusche mit der Inschrift „Communitas“. Das Antependium ist mit Blüten und dem heiligen Martin samt Gans bemalt und stammt wahrscheinlich aus dem 17. Jahrhundert. Außer drei Votivbildern, datiert 1790, 1791 und 1794 gibt es keinen Wandschmuck. Das Altarbild, ein den hl. Martin zu Pferd zeigendes Ölgemälde, wie er dem Bettler ein Stück seines Mantels reicht, zwei Heiligenfiguren in Soldatentracht – der hl. Georg mit dem Drachen und der hl. Moritz mit einem Kreuz auf dem Schild – sowie eine Christusstatue und eine wahrscheinlich den hl. Aloisius darstellende Statue wurden ausgelagert.
Zu Beginn des 20. Jahrhunderts wurde hier noch mehrmals im Jahr die hl. Messe gelesen. Im Verkünderbuch von 1904 ist nachzulesen, dass im Juni an zwei aufeinanderfolgenden Tagen um 6 Uhr in der Frühe eine hl. Messe für die obere Alm und in der folgenden Woche für die untere Alm abgehalten wurde. Solange die Marmorblöcke aus den Brüchen im Laaser Tal noch mit Fuhrwerken abgefahren wurden, war die Kapelle Station für die Fuhrleute, die ob dieser gefährlichen Arbeit hier Bittgebete verrichteten.
Heute wird die Kapelle nur noch anlässlich des Bittgangs an Martini genutzt, an den anschließend hier die hl. Messe abgehalten wird. Am Scheibenschlagsonntag (1. Fastensonntag) lassen die Jugendlichen die glühenden Scheiben von hier bergabrollen und im Herbst beim Almabtrieb kündigen Hirten ihre Ankunft von der Kapelle aus mit ihren Peitschen (Goaßlschnölln) an.
Im Jahre 1990 wurde das Dach mit Schindeln neu gedeckt.
Die Kapelle ist nicht allgemein zugänglich.